# Rognon (Frankrijk)
Rognon is een gemeente in het Franse departement Doubs (regio Bourgogne-Franche-Comté) en telt 46 inwoners (2009). De plaats maakt deel uit van het arrondissement Besançon.

## Geografie
De oppervlakte van Rognon bedraagt 4,2 km², de bevolkingsdichtheid is dus 11 inwoners per km².
De onderstaande kaart toont de ligging van Rognon (Frankrijk) met de belangrijkste infrastructuur en aangrenzende gemeenten.

## Demografie
Onderstaande figuur toont het verloop van het inwonertal (bron: INSEE-tellingen).